# Tossapol Sritecha
Tossapol Sritecha (thailändisch ทศพล ศรีเตชะ; * 7. August 2000) ist ein thailändischer Fußballspieler.

## Karriere
Tossapol Sritecha stand bis Mitte 2023 beim Drittligisten Air and Coastal Defence Command FC unter Vertrag. Mit dem Verein aus Sattahip spielte er elfmal in der Eastern Region der Liga. Im Juli 2023 wechselte er in die zweite Liga. Hier unterschrieb er einen Vertrag beim Chainat Hornbill FC. Sein Zweitligadebüt für den Verein aus Chainat gab Tossapol Sritecha am 4. November 2023 (11. Spieltag) im Auswärtsspiel gegen den Kasetsart FC. Bei der 1:0-Niederlage stand er in der Startelf und spielte die kompletten 90 Minuten. Für Chainat bestritt er sechs Ligaspiele. Im Juni 2024 wurde sein Vertrag in Chainat nicht verlängert. Im August 2024 unterschrieb er einen Vertrag beim Drittligisten Nakhon Sawan See Khwae City FC. Mit dem Verein aus Nakhon Sawan spielte er dreimal in der Northern Region der Liga. Nach der Hinrunde wurde sein Vertrag im Dezember 2024 nicht verlängert. Im Januar 2025 wechselte er in die Central Region. Hier verpflichtete ihn der Saraburi United FC.